# Bartolomé Esteban Murillo
Bartolomé Esteban Perez Murillo (Sevilha, 30 ou 31 de dezembro de 1617, batizado no dia 1.º de janeiro de 1618 – Sevilha, 3 de abril de 1682) foi um pintor barroco espanhol.

## Biografia
Bartolomé Esteban Murillo é, quiçá, o pintor que melhor define o barroco espanhol. Nasceu em Sevilha, onde passou a maior parte da sua vida. O dia exato do seu nascimento é desconhecido, mas terá, provavelmente, nascido em 31 de dezembro de 1617, já que foi batizado no dia 1 de janeiro de 1618, na Igreja da Madalena. Era costume na Idade Moderna, batizar as crianças somente alguns dias após o seu nascimento, como tal é normal que os especialistas façam tal afirmação.
O seu pai chamava-se Gaspar Esteban, que era barbeiro. A sua mãe chamava-se Maria Pérez Murillo. Estes e Esteban Murillo integravam uma família muito numerosa, sendo Murillo o filho número catorze. Mesmo assim, a situação econômica da família era bastante boa e, como tal, formavam uma família feliz.
Porém, o seu pai faleceu em 1627 e a sua mãe, poucos meses mais tarde. Assim, Murillo ficou ao cuidado da sua irmã Ana, que era casada com um barbeiro de nome Juan Agustín de Lagares. As relações entre Murillo e o cunhado eram muito boas.
Murillo iniciou a sua aprendizagem artística com o seu (suposto) tio, Juan del Castillo. Del Castillo não era um arista de primeira linha, mas, os seus trabalhos eram respeitados no ambiente artístico sevilhano.

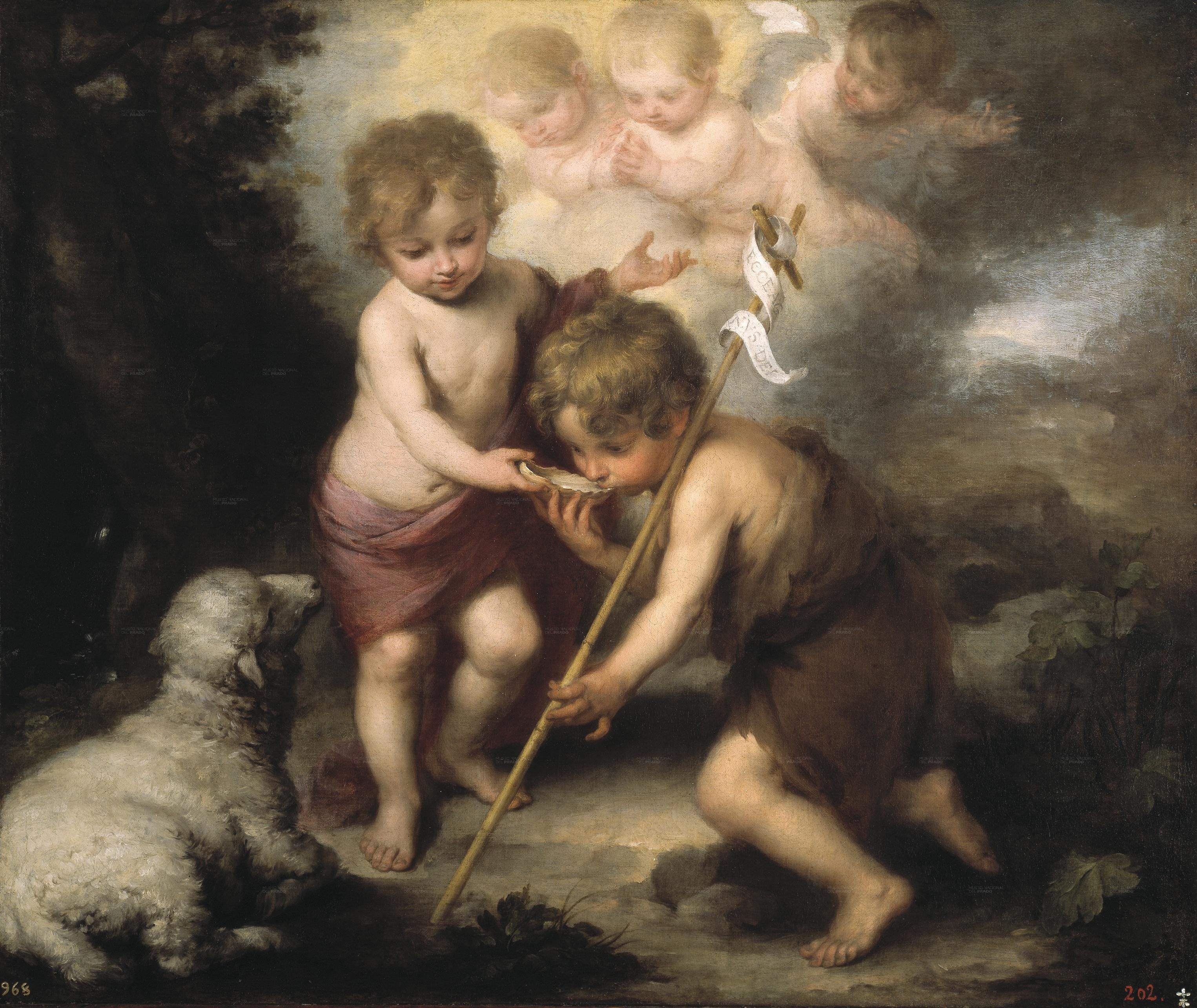
São João Batista e o "Cordeiro", finais do século XVII.

Os primeiros quadros de Murillo eram muito influenciados pelo estilo do seu mestre, Del Castillo, como se pode apreciar no quadro A "Virgem do Rosário, com São Domingo".
Em 1645, recebeu a sua primeira encomenda importante: treze quadros para um claustro do Convento de São Francisco, em Sevilha. Nestas obras demonstrou uma notável influência de Van Dyck, Ticiano e Peter Paul Rubens. Foi também neste ano que Murillo casou, a 26 de Fevereiro, com uma jovem sevilhana de 22 anos, Beatriz Cabrera y Villalobos, na famosa Igreja da Madalena. Durante os dezoito anos de duração do matrimônio tiveram uma ampla descendência: um total de nove filhos.
O êxito alcançado com as pinturas no claustro do Convento de São Francisco motivou o aumento do número de encomendas.

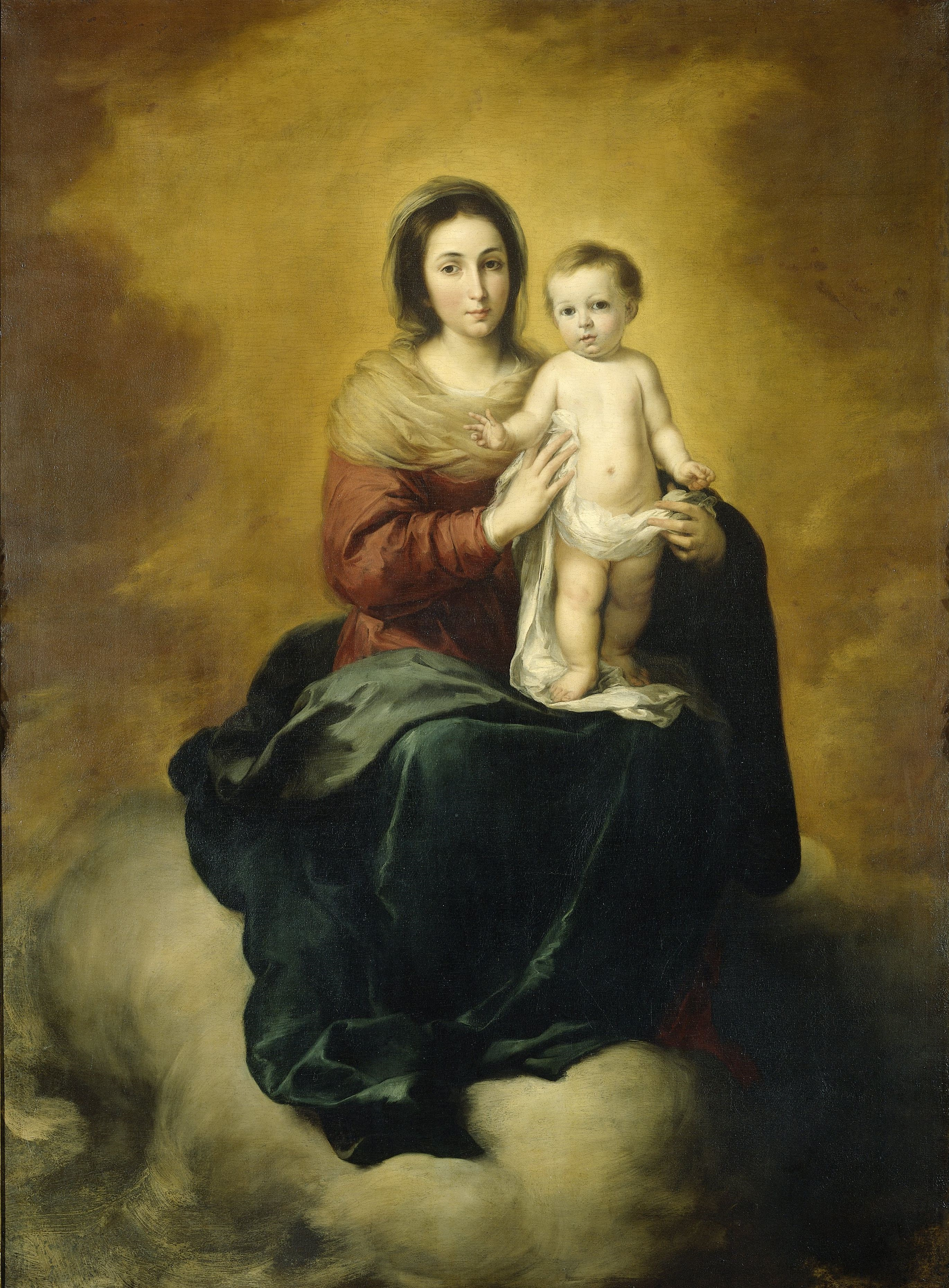
Madonna, Rijksmuseum, Amesterdão.

Porém, em 1649 a peste assolou Sevilha, tendo morrido quatro dos filhos de Esteban Murillo. Mesmo assim, as encomendas continuaram a bom ritmo.

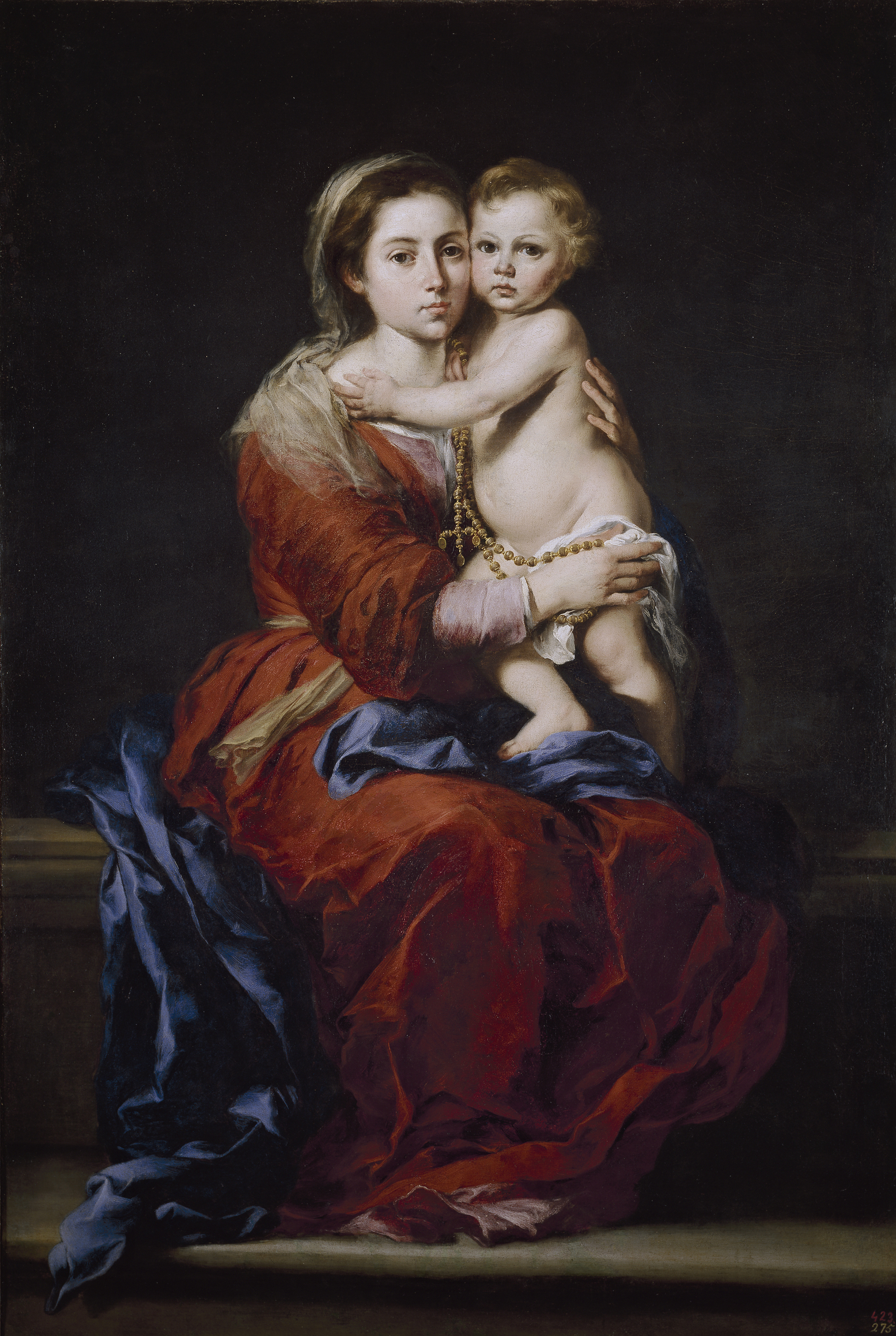
A Virgem do Rosário (Murillo), 1650 - 1655

Em 1658, Murillo mudou-se para Madrid, onde tomou contacto com a pintura flamenga e veneziana e, para além disso, conheceu Velázquez, Francisco de Zurbarán, Alonso Cano, entre outros artistas madrilenos. Mas, no final do mesmo ano, voltou para a sua cidade natal.
As encomendas continuaram e o reconhecimento aumentou. Tal contribuiu para que Murillo pudesse desfrutar de uma economia, complementada com as propriedades de Murillo e da sua mulher e com uma escrava.
1660 foi um ano de grande importância para o pintor, tendo fundado a Academia de Desenho de Sevilha, em parceria com Francisco de Herrera el Mozo. Porém, três anos mais tarde, a sua mulher Beatriz faleceu devido ao seu último parto.
Em 1665, teve início o seu período mais produtivo, ou seja, o período em que recebeu mais encomendas. Neste ano, a fama alcançada por Murillo estendeu-se por todo o país, chegando à corte madrilena, onde, segundo Palomino, o próprio rei Carlos II invitou Murillo a estabelecer-se em Madrid.
Em 1681, mudou-se para a paróquia de Santa Cruz, onde recebe a sua última encomenda: vários retábulos da igreja do Convento de Santa Catalina de Cádis. Quando trabalhava nesta encomenda, sofreu uma grave queda, que resultou na sua morte, alguns meses mais tarde, já no ano de 1682.
Em sua honra, os populares fizeram um enorme funeral. Para se ter ideia da sua fama, o seu caixão foi carregado por dois marqueses e quatro cavaleiros. Mesmo hoje, na atualidade, Murillo continua a ser muito conhecido.